# Грубе
Грубе (нім. Grube) — громада в Німеччині, розташована в землі Шлезвіг-Гольштейн. Входить до складу району Східний Гольштейн.
Площа — 20,2 км2. Населення становить 1053 ос. (станом на 31 грудня 2020).